# ベルックス
VELUXは、天窓関連商品を専門とするデンマークのメーカー。 同社はデンマークのホルスホルムに本社を置き、VKR Holding A/S の一員となっている。
VELUX という名前は、換気を意味する「VE」と、光を意味する「LUX」を組み合わせたもの。

## 歴史
VELUXは1941年、ヴィルム・カン・ラスムッセンによって設立された。1942年、カン・ラスムッセンは最初の窓の特許を取得。この窓は、自然光を利用し、空気を取り入れることで、以前は暗くて窮屈だったロフトを換気できるように設計されていた。
1965年までにベルックス・グループは12の市場に進出し、1970年代初頭には従業員数が約300人から1,000人を超えるまでに成長した。
1975年、ベルックス・グループは米国に進出し、1978年には現地に工場を建設した。1980年代初頭には、ベルックスは中・東欧に進出し、10年末までに南米、アジア、オーストラリアの市場に進出した。1992年、ラスムッセンの長男で1964年生まれのラース・カン・ラスムッセンがヴィルムの後を継ぎ、ベルックス・グループの親会社であるV.カン・ラスムッセン・インダストリー（V. Kann Rasmussen Industrie）の経営委員長に就任。ヴィルムは1993年に84歳で亡くなった。21世紀初頭、ベルックスグループは11カ国の生産拠点で10,000人以上の従業員を雇用していた。